# George Szell
George Szell (adaptación de su nombre original húngaro György Széll; Budapest, 7 de junio de 1897 - Cleveland, 29 de julio de 1970) fue un director de orquesta húngaro nacionalizado estadounidense.

## Biografía
Niño prodigio, a los once años ya daba recitales de piano. Estudió composición y dirección de orquesta en Viena bajo las órdenes de Richard Robert, Eusebius Mandyczewski y Karl Prohaska, y en Leipzig con Max Reger.
A los 17 años dirigió la Orquesta Filarmónica de Berlín en una actuación en la que se interpretaba uno de los poemas sinfónicos, Till Eulenspiegel de Richard Strauss que lo llevó a la Ópera de Berlín como ayudante suyo; allí permaneció entre 1914 y 1917, época en la que Strauss recomendó a Szell para que sucediera a Otto Klemperer como primer director de la ópera de Estrasburgo; ocupó este cargo desde 1917 hasta 1919.
Posteriormente, Szell fue director en varios puestos, como el Teatro Alemán de Praga, entre 1919 y 1921, la Compañía Berlín Broadcastin, entre 1921 y 1929, Darmstadt entre 1921 y 1922, y Düsseldorf, en el que estuvo desde 1922 a 1924; después fue nombrado director principal de la Ópera de Berlín, cargo que ocupó entre 1924 y 1929. Al mismo tiempo se dedicaba a dirigir la Orquesta Sinfónica de la Radio y daba clases en la Escuela de Música de Berlín (1927-1930).
En 1930 dirigió la Orquesta Sinfónica de San Luis, y también acudió como director invitado de la Orquesta Nacional Escocesa de Glasgow y la Orquesta de la Residencia de La Haya (Holanda). Cuando estalló la Segunda Guerra Mundial, Szell se encontraba en Australia. Judío, deberá abandonar Europa en 1939 ante el auge del nazismo y marchará a los Estados Unidos invitado por Arturo Toscanini para dirigir la famosa Orquesta Sinfónica de la NBC en Nueva York. Su presentación atrajo tanta atención que pronto le llovieron las ofertas para dirigir otras orquestas. Entre 1942 y 1946 fue director de orquesta invitado en el Metropolitan Opera House de Nueva York. Sin embargo su gran celebridad y prestigio se debe al largo periodo (desde 1946 hasta su muerte en 1970) en el que dirigió a la Orquesta de Cleveland, a la que convirtió en una de las mejores del mundo.

### La Orquesta de Cleveland: 1946–1970
En 1946, fue nombrado director de la Orquesta de Cleveland. En aquella época, era una orquesta como tantas otras. Las más famosas entre las norteamericanas eran la de Filadelfia, la Sinfónica de Boston, la Sinfónica de Chicago, la Filarmónica de Nueva York y la Sinfónica de la NBC. Para Szell, dirigir en Cleveland fue una oportunidad para construir la orquesta forjándola según su personalidad, combinando el virtuosismo de las mejores orquestas estadounidenses con la homogeneidad de sonido de las mejores orquestas europeas. 
El primer decenio lo empleó en la búsqueda de excelentes instrumentistas, aumentando la plantilla a más de cien profesores. Los ensayos de Szell eran legendarios por su intensidad. Exigía la perfección absoluta a todos los instrumentistas y despedía a los músicos que cometían errores. 
Szell afirmó: "La Orquesta de Cleveland da siete conciertos a la semana y el público es invitado a dos." Algunos críticos decían que a causa de tantos ensayos a la orquesta le faltaba espontaneidad. Szell aceptaba esta crítica, diciendo que la orquesta daba el mejor rendimiento durante los ensayos.
Estas elevadas exigencias llevaron a la Orquesta de Cleveland, a finales de los años cincuenta a ocupar su puesto entre las mejores orquestas mundiales, por su precisión integral y su sonido cristalino.

## Estilo directorial
El estilo de Szell, durante los ensayos, puede ser descrito como el de un aristocrático observador. Estaba particularmente atento al fraseo, a la transparencia, al balance de la arquitectura sonora y buscaba el mayor nivel de precisión y de disciplina rítmica posibles. El resultado era un nivel de precisión como el que se puede encontrar en los mejores cuartetos de cuerda. Su mano izquierda, que usaba para dar forma al sonido estaba considerada la más efectiva en el campo musical.
Glenn Gould juzgaba a Szell un director extraordinario, pese al pésimo carácter del director húngaro: colérico, tiránico, carente de sentido del humor y muy pagado de su talento. Sometía a sus músicos a una férrea disciplina. Su perfección técnica, la vivacidad de sus versiones y su ligereza le hicieron célebre, mientras que sus detractores se burlaban de la poca emoción de sus interpretaciones.
En 1965 se publicó en Berlín un libro, "Dirigenten - Bild und Schrift" -"Directores: en imagen y por escrito", debido al notable fotógrafo Werner Neumeister en donde se recogían más de 20 años de actividad captando a los máximos artistas de ese período en la dirección orquestal; todos ellos, a petición de Neumeier, acompañaban su retrato con unas frases autógrafas, en algunos casos solo una firma (Knappertsbusch, Karajan, Klemperer, Celibidache), en algunos otros un extenso texto (Paumgartner, Sawallisch, Kempe, Münchinger), en otros una acotación pentagramática (Scherchen, Kletzki, Kubelík) y en la mayor parte una escueta frase -pero siempre ilustrativa- (Márkevitch, Fricsay, Monteux, Schuricht, Sacher); entre estos últimos, con una sentencia lapidaria, se inscribía George Szell: "Der Komponist hat immer Recht", o sea, "El compositor siempre tiene razón" o "siempre está en lo cierto". Pocas veces un credo ha definido tan exactamente a una persona.

## Repertorio
El repertorio principal de Szell era la música alemana clásica y romántica, de Haydn, Mozart y Beethoven, a través de Mendelssohn, Schumann y Brahms hasta Bruckner, Mahler y Strauss. 
También dirigió música contemporánea; realizando numerosos estrenos con la Orquesta de Cleveland, y estuvo particularmente en sintonía con compositores como Dutilleux, Walton, Prokófiev, Hindemith y Bartók. 

## Discografía
Su legado discográfico es grande. La crítica valora especialmente sus discos con música orquestal y conciertos de Joseph Haydn, Ludwig van Beethoven, Robert Schumann, Anton Bruckner o Richard Strauss. Su versión de Des Knaben Wunderhorn de Gustav Mahler (con Elisabeth Schwarzkopf y Dietrich Fischer-Dieskau) mereció elogios unánimes y todavía hoy es de absoluta referencia.
La siguiente es una selección de las más notables grabaciones de Szell. Salvo que se señale, Szell dirige a la Orquesta de Cleveland, y la grabación ha sido editada por Sony/CBS.
| Ludwig van Beethoven: - Las 9 sinfonías (1957–64) - Los conciertos para piano; Leon Fleisher (p) (1959–61) - Los conciertos para piano; Emil Gilels (p) (1968, EMI) - Missa Solemnis (1967, TCO) Johannes Brahms: - Las 4 sinfonías (1964–67) - Los conciertos para piano; Leon Fleisher (p) (1958 & 1962) - Los conciertos para piano; Rudolf Serkin (p) (1968 & 1966) - Concierto para violín; David Oistrakh (vn) (1969, EMI) - Doble concierto; David Oistrakh (vn), Mstislav Rostropovich (vc) (1969, EMI) Anton Bruckner: - Sinfonía n.º 3 (1966) - Sinfonía n.º 8 (1969) Antonín Dvořák: - Sinfonías n.º 7-9 (1958–60) - Danzas eslavas (1962–65) - Concierto para violonchelo; Pablo Casals (vc) / Orquesta Filarmónica Checa (1937, HMV) - Concierto para violonchelo ; Pierre Fournier (vc) / Orquesta Filarmónica de Berlín (1962, DG) Joseph Haydn: - Sinfonías n.º 92-99 (1957–69) Zoltán Kodály: - Háry János Suite (1969) Gustav Mahler: - Sinfonía n.º 4; Judith Raskin (sop) (1965) - Sinfonía n.º 6 (1967) - Sinfonía n.º 10 (Adagio) (1958) - Des Knaben Wunderhorn; Elisabeth Schwarzkopf (sop), Dietrich Fischer-Dieskau(bar) / London Symphony Orchestra (1968, EMI) Felix Mendelssohn: - Sinfonía n.º 4 (1962) - El sueño de una noche de verano, Obertura y música incidental (1967) Wolfgang Amadeus Mozart: - Sinfonías n.º 35, 39-41 (1960–63) - Eine kleine Nachtmusik (Serenata K. 525) (1968) - Conciertos para piano; Robert Casadesus (p) (1955–68) Szell como pianista - Cuartetos con piano n.º 1 y 2; Budapest String Quartet, Szell (p) (1946) - Sonatas para vioín y piano K. 301 & 296; Raphael Druian (vn), Szell (p) (1967) | Modest Músorgski: - Cuadros de una exposición (1963) Serguéi Prokófiev: - Sinfonía n.º 5 (1959) - Conciertos para piano n.º 1 y 3; Gary Graffman (p) (1966) Franz Schubert: - Sinfonía n.º 8 "Incompleta" (1957) - Sinfonía n.º 9 (1957) Robert Schumann: - Las 4 sinfonías (1958–60) Jean Sibelius: - Sinfonía n.º 2; Orquesta del Concertgebouw (1964, Philips) - Sinfonía n.º 2 (1970) – Concierto en Tokio, Japón, última grabación de Szell. Bedřich Smetana: - El Moldava / New York Philharmonic (1951/2007 United Archives) - Cuatro danzas de La novia vendida (1963) Richard Strauss: - Don Juan (1957) - Don Quixote; Pierre Fournier (vc), Abraham Skernick (va) (1960) - Till Eulenspiegels lustige Streiche (1957) - Tod und Verklärung (1957) - Cuatro últimas canciones; Elisabeth Schwarzkopf (S) / Radio-Symphonie-Orchester Berlin (1965, EMI) Ígor Stravinski: - El pájaro de fuego Suite (versión 1919) (1961) Piotr Chaikovski: - Sinfonía n.º 4; London Symphony Orchestra (1962, Decca) - Sinfonía n.º 5 (1959) - Capricho italiano (1958) Richard Wagner: - Oberturas, Preludios y fragmentos del Anillo del Nibelungo (1962–68) William Walton: - Sinfonía n.º 2 (1961) - Partita for Orchestra (1959) - Variations on Theme by Hindemith (1964) |